# Thereva biroi
Thereva biroi är en tvåvingeart som beskrevs av Krober 1913. Thereva biroi ingår i släktet Thereva och familjen stilettflugor. Inga underarter finns listade i Catalogue of Life.